# Karol Grossmann
Karol Grossmann (ur. 17 maja 1872 w Jańsborku, zm. ok. 1960) – mazurski działacz polityczny, poseł do Reichstagu w latach 1930–1932. 

## Życiorys
Urodził się na Mazurach w rodzinie właściciela garbarni. Do 1893 pracował jako pomocnik kupca, później służył w wojsku niemieckim. W 1903 otworzył własny sklep kolonialny w Ządźborku, który prowadził do lat 30. Należał do SPD. U progu Republiki Weimarskiej był związany ze "Spartakusem" i USPD. W 1930 został wybrany posłem do Reichstagu z okręgu Ządźbork z ramienia Demokratycznej Partii Robotników. Wcześniej pełnił obowiązki wicestarosty i wiceburmistrza ządźborskiego. Był przewodniczącym Rady Miejskiej. W 1932 zrezygnował z zajmowanych funkcji, przestał też zajmować się handlem. Wykupił cegielnię w Wilkowie, którą prowadził również po II wojnie światowej. W 1935 został na krótko aresztowany przez władze nazistowskie. 
W 1944 został wywieziony do obozu Grunewald w Berlinie jako osoba rzekomo zaangażowana w zamach na Hitlera. Po powrocie na Mazury w 1945 pracował społecznie, był m.in. prezesem Związku Mazurów w Kętrzynie. Działał również w PPS. Z ramienia Bloku Demokratycznego kandydował bez powodzenia do Sejmu Ustawodawczego w 1947 w okręgu Biskupiec. 